# Panhard & Levassor Type X64
Der Panhard & Levassor Type X64 ist ein Pkw-Prototyp von 1928. Hersteller war Panhard & Levassor in Frankreich.

## Beschreibung
Die Fahrzeuge haben einen ventillosen Schiebermotor nach einer Lizenz von Charles Yale Knight. Der Motorcode begann wahrscheinlich mit „SK6“. Das „K“ steht für Knight und die „6“ für die Anzahl der Zylinder.
Der Sechszylinder-Reihenmotor hat 69,5 mm Bohrung, 87,5 mm Hub und 1992 cm³ Hubraum. Er wurde auch 11 CV six cylindres (sechs Zylinder) genannt.
Das einzige Fahrzeug wurde im Juli 1928 fertiggestellt.